# Helina mirabilis
Helina mirabilis är en tvåvingeart som först beskrevs av Stein 1906.  Helina mirabilis ingår i släktet Helina och familjen husflugor.
Artens utbredningsområde är Tanzania. Inga underarter finns listade i Catalogue of Life.